# マーク・ボール
マーク・ボール（Mark Boal、1973年 - ）は、アメリカ合衆国のジャーナリスト・脚本家・映画プロデューサー。

## 経歴
イラク戦争を題材とした2004年の映画『告発のとき』の原案となる記事を『PLAYBOY』誌で執筆。2009年には同じくイラク戦争を題材とした映画『ハート・ロッカー』の脚本を執筆し、アカデミー脚本賞を受賞した。

## フィルモグラフィ
- 告発のとき In the Valley of Elah (2004) 原案
- ハート・ロッカー The Hurt Locker (2008) 脚本・製作
- ゼロ・ダーク・サーティ Zero Dark Thirty (2012) 脚本・製作
- デトロイト Detroit (2017) 脚本・製作

## 賞歴
ハート・ロッカー (2009年)
- シカゴ映画批評家協会賞脚本賞
- 全米脚本家組合賞オリジナル脚本賞
- 第82回アカデミー賞脚本賞